# Altja

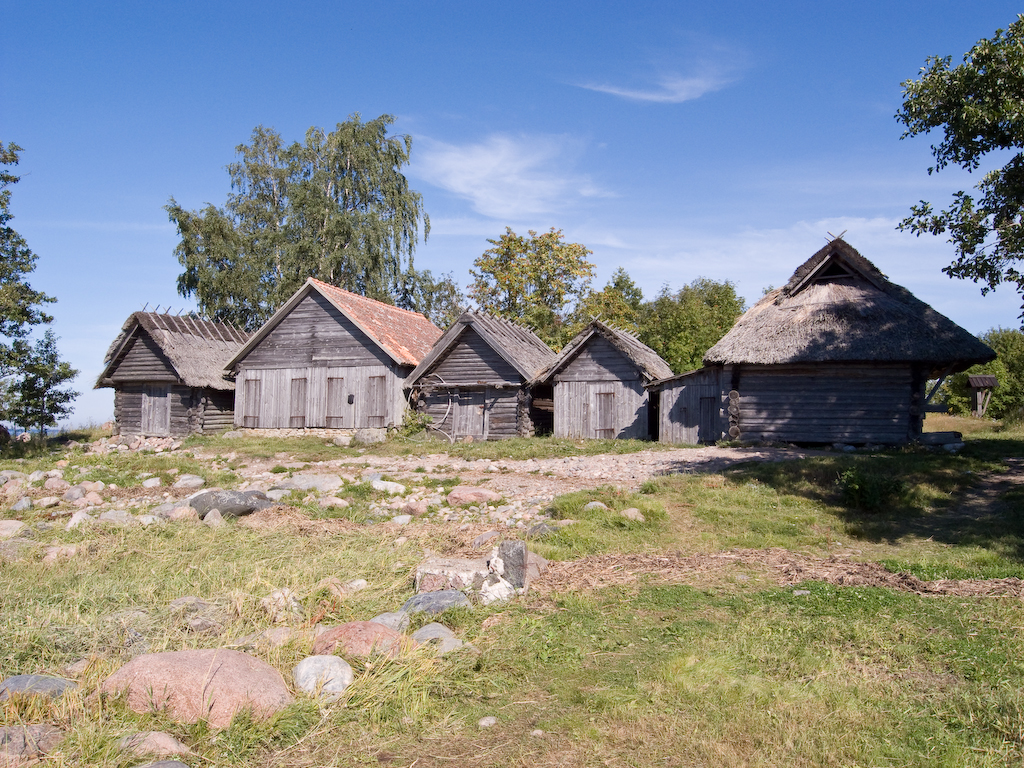
Historische Hütten der Fischer von Altja

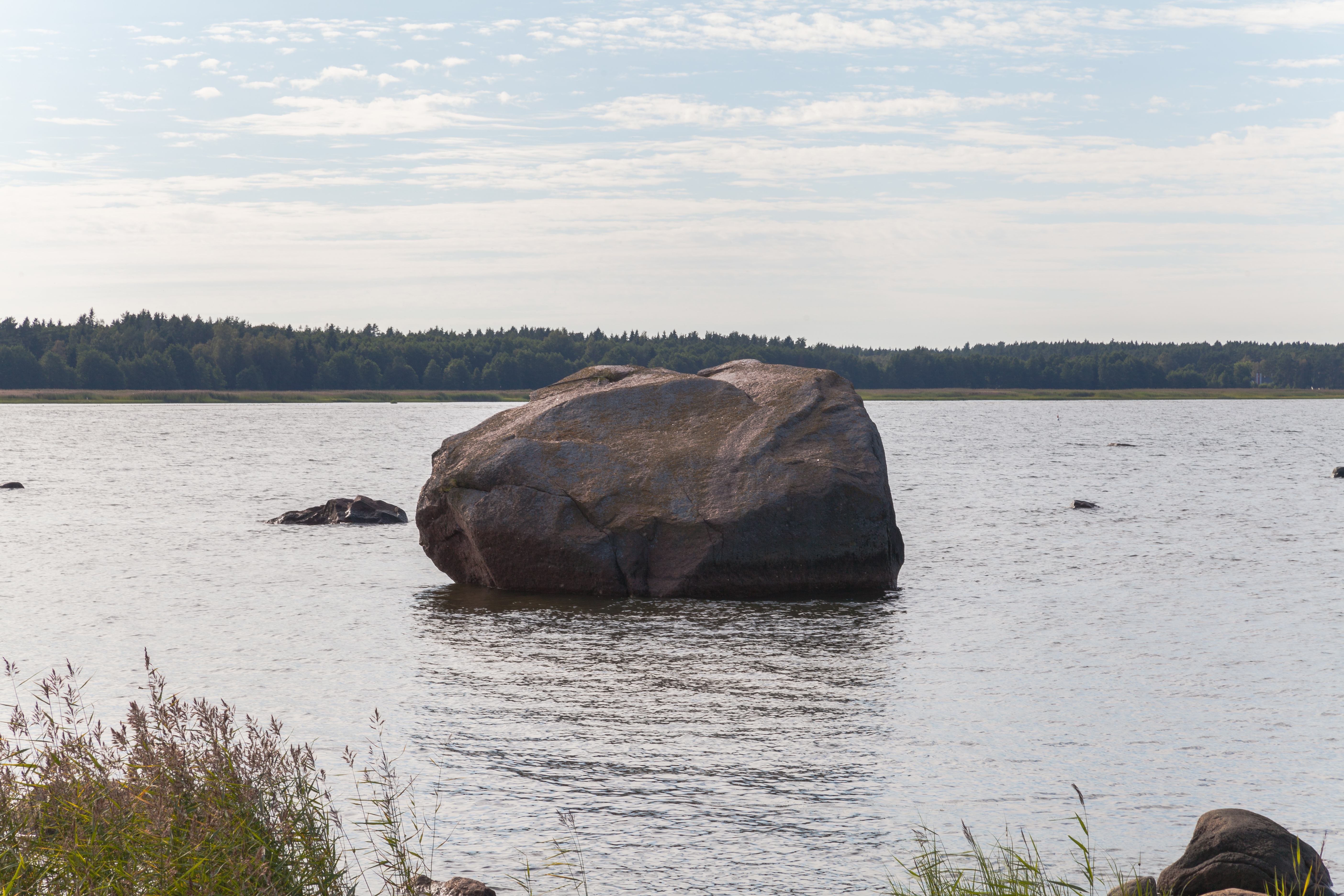
Findling im Nationalpark Lahemaa

Altja ist ein historisches Strand- und Fischerdorf in der estnischen Gemeinde Haljala im Kreis Lääne-Viru. Es befindet sich direkt an der Ostsee in einer Naturlandschaft im Nationalpark Lahemaa. Das Dorf hat heute 28 Einwohner (Stand: 2006). Bis zur Kommunalreform von 2017 gehörte Altja zur Landgemeinde Vihula.
Die Geschichte von Altja geht bis ins 15. Jahrhundert zurück. Der Ort ist heute mit seiner historischen Fischerkultur ein beliebtes touristisches Ausflugsziel. Ein reetgedeckter historischer Krug (Altja kõrts) bietet traditionelle estnische Speisen an. Auf einer Landzunge sind die alten Netzschuppen und Scheunen der Fischer zu sehen, die 1973/74 renoviert wurden. In der Nähe befinden sich zahlreiche Wanderwege.
Im Juni 2005 feierten der estnische Staatspräsident Arnold Rüütel und der deutsche Bundespräsident Horst Köhler gemeinsam das Mittsommerfest in Altja.